# Ilha Santa Inês
A ilha Santa Inês é uma ilha localizada ao sul do Chile, parte da Terra do Fogo.